# 科里·布朗特
科里·卡索恩·布朗特（英語：Corie Kasoun Blount，1969年1月4日—），美国NBA联盟前职业篮球运动员。他在1993年的NBA选秀中第1轮第25顺位被芝加哥公牛选中。